# Гай Юний Тибериан
Гай Ю́ний Тибериа́н (лат. Gaius Iunius Tiberianus) — римский политический деятель второй половины III века.

## Биография
Происходил из рода Юниев. Его отцом был Юний Тибериан, военный трибун X Парного легиона в 249 году.
В 281 году Тибериан находился на посту ординарного консула с императором Пробом. Спустя десять лет, в 291 году Тибериан был назначен префектом Рима и одновременно консулом с Кассием Дионом. Мишель Кристоль, однако, полагает, что в 291 году консулом был не сам Тибериан, а его сын.
Сыновьями Тибериана были Юний Тибериан, бывший проконсулом Азии в 303—304 годах и Публилий Оптатиан, двукратный префект Рима. Вот как отзывался автор биографии Аврелиана Флавий Вописк («История Августов») о Тибериане:

<…> славнейший муж, имя которого следует произносить, предварительно выразив уважение.